# ないないサミット
ないないサミットとは、国道も鉄道もない市町村により構成された全国連絡会議のこと。
正式名称は「国道も鉄道もない市町村全国連絡会議」。

## 概要
1988年4月18日に、弥栄町（京都府、現・京丹後市）の呼びかけにより全国117自治体が参加し発足し、年1回、加盟町村を巡回して開かれていた。
事務局は鬼石町（群馬県、現・藤岡市）におかれ、同町長・関口茂樹が会長を務めていた。
しかし、平成の大合併の影響により2003年に53町村となった時点で継続困難となり解散した。

## 活動
「国道も鉄道も空港も高速道路も無い」ということを逆に誇ろうじゃないかという前向きな自治体の集まりで、幹線道路の整備を訴えるとともに地域を活性化するための振興策を探ることなどを目的としていた。
国への陳情を行うことにより、32町村で国道昇格を実現するなどの一定の成果を上げた。

## 会場となった自治体
- 第14回　2001年11月 天水町（熊本県、現・玉名市）
- 第15回　2002年7月3日 弥栄町（京都府、現・京丹後市）
- 第16回　2003年10月17日 美和町（山口県、現・岩国市）

## 参加した自治体
1993年の国道新規指定、市町村合併により、必ずしも現存しているとは限らない。
北海道・東北地方
- 北海道：朝日町、鷹栖町、北村（現・岩見沢市）、歌登町（現・枝幸町）、東川町
- 青森県：岩木町（現・弘前市）、西目屋村
- 岩手県：沢内村（現・西和賀町）
- 宮城県：七ヶ浜町、桃生町（現・石巻市）、牡鹿町（現・石巻市）
- 秋田県：藤里町、太田町（現・大仙市）、大潟村
- 山形県：なし
- 福島県：岩瀬村（現・須賀川市）

関東地方
- 茨城県：猿島町（現・坂東市）、利根町
- 栃木県：粟野町（現・鹿沼市）
- 群馬県：榛東村、万場町（現・神流町）、鬼石町（現・藤岡市）、川場村、南牧村、妙義町（現・富岡市）
- 埼玉県：東秩父村、吉田町（現・秩父市）、両神村（現・小鹿野町）、江南町（現・熊谷市）、神泉村（現・神川町）
- 千葉県：睦沢町
- 東京都：武蔵村山市、檜原村
- 神奈川県：清川村
- 山梨県：早川町、秋山村（現・上野原市）、忍野村

北陸地方
- 新潟県：上川村（現・阿賀町）
- 富山県：なし
- 石川県：能登島町（現・七尾市）、柳田村（現・能登町）
- 福井県：なし

中部地方
- 長野県：豊丘村、朝日村、木島平村、王滝村、三岳村（現・木曽町）、中条村（現・長野市）
- 岐阜県：伊自良村（現・山県市）、蛭川村（現・中津川市）、上之保村（現・関市）、板取村（現・関市）、春日村（現・揖斐川町）
- 静岡県：戸田村（現・沼津市）
- 愛知県：なし

関西地方
- 三重県：度会町
- 滋賀県：中主町（現・野洲市）
- 京都府：弥栄町（現・京丹後市）
- 大阪府：なし
- 兵庫県：八千代町（現・多可町）、大屋町（現・養父市）、稲美町
- 奈良県：上牧町
- 和歌山県：なし

中国地方
- 鳥取県：会見町（現・西伯郡南部町）、国府町（現・鳥取市）、佐治村（現・鳥取市）、鹿野町（現・鳥取市）
- 島根県：弥栄村（現・浜田市）
- 岡山県：赤坂町（現・赤磐市）、哲多町（現・新見市）
- 広島県：沖美町（現・江田島市）、君田村（現・三次市）、世羅西町（現・世羅町）、熊野町、東野町（現・大崎上島町）、神石町（現・神石高原町）、口和町（現・庄原市）
- 山口県：福栄村（現・萩市）、本郷村（現・岩国市）、美和町（現・岩国市）、上関町

四国地方
- 徳島県：北島町、勝浦町、上勝町、一宇村（現・つるぎ町）
- 香川県：なし
- 愛媛県：別子山村（現・新居浜市）、中島町（現・松山市）、面河村（現・久万高原町）、河辺村（現・大洲市）
- 高知県：馬路村

九州・沖縄地方
- 福岡県：上陽町（現・八女市）
- 佐賀県：なし
- 長崎県：生月町（現・平戸市）、奈留町（現・五島市）、宇久町（現・佐世保市）
- 熊本県：御所浦町（現・天草市）、横島町（現・玉名市）、天水町（現・玉名市）、深田村（現・あさぎり町）、菊水町（現・和水町）
- 大分県：直入町（現・竹田市）、本匠村（現・佐伯市）
- 宮崎県：綾町、国富町、木城町
- 鹿児島県：大和村、笠沙町（現・南さつま市）
- 沖縄県：竹富町